# TruJet
TruJet (Telugu ట్రూజెట్) war eine indische Fluggesellschaft mit Sitz in Hyderabad und Basis auf dem Flughafen Hyderabad.

## Geschichte
TruJet wurde 2013 mit dem Namen Turbo Megha Airways gegründet und plant den regulären Flugbetrieb Ende Juli 2015 aufzunehmen.
Am 15. Februar 2022 stellte TruJet ihren Betrieb auf Grund finanzieller Probleme ein.

## Flugziele
TruJet bedient von Hyderabad aus Städte in Mittelindien.

## Flotte
Mit Stand Oktober 2022 besitzt TruJet keine eigenen Flugzeuge mehr.

### Zuvor eingesetzte Flugzeuge
Mit Stand Februar 2022 bestand die Flotte der TruJet aus vier Flugzeugen mit einem Durchschnittsalter von 12,4 Jahren:
| Flugzeugtyp | Anzahl | bestellt | Anmerkungen | Sitzplätze |
| ----------- | ------ | -------- | ----------- | ---------- |
| ATR 72-500  | 4      |          |             | 70         |
| Gesamt      | 4      | -        |             |            |

- ATR 72-600